# نيل والي
نيل والي (بالإنجليزية: Neil Whalley)‏ هو لاعب كرة قدم بريطاني في مركز الوسط، ولد في 29 أكتوبر 1965 في ليفربول في المملكة المتحدة. لعب مع بريستون نورث إيند ونادي ألترينتشام ونادي رانكورن هالتون.